# Přechodník
Přechodník (transgresiv) je v lingvistice tvar slovesa vyjadřující současně probíhající nebo navazující děje. V minulosti býval řazen k participiím, protože vyjadřuje participaci (účast) jednoho děje na druhém. Dnes je vedle infinitivu, příčestí minulého a příčestí trpného řazen mezi neurčité slovesné tvary. Pojem příčestí, který roku 1822 vytvořili Josef Dobrovský a Václav Hanka polopřekladem z ruského pričástie, již přechodníky nezahrnoval. Za autora českého slova přechodník je považován Jan Gebauer (1838–1907).[zdroj⁠?!]
Zpřídavnělý přechodník je tvarem přídavného jména odvozeným ze slovesného přechodníku.
Ustrnulý přechodník je příslovce nebo předložka vzniklá částečným nebo úplným ustrnutím slovesného přechodníku.
V češtině se postupem času přechodníky přestaly běžně používat a nyní jsou považovány za tvary archaické či archaizující. Nejčastěji se objevují v historické a umělecké literatuře. Ve větě zastávají funkci doplňku (vztahují se k přísudku i k podmětu). Běžně se užívají pouze ustrnulé přechodníky (např. vyjma, vkleče, nehledě) a přítomné (současné) zpřídavnělé přechodníky (např. sedící).
Slovesný přechodník se používá jen tehdy, mají-li děje společný podmět, např.: Svolavše své plémě vzdali oběť bohům, vynesli obrazy dědů, a rozžehnavše se s otcovskou půdou,… Proto je chybně například věta: Projížděje touto stanicí a hledě z okna, uletěl mi klobouk.
Kde není vazba k podmětu zachována, považuje se přechodník za ustrnulý, třebaže si ještě částečně může zachovávat slovesnou valenci, například tvořit vedlejší větu: Soudě podle mraků, bude pršet. Je to nekvalitní, o ceně ani nemluvě. Sešli se všichni zaměstnanci školy, vyjma školníka.

## Druhy přechodníků
Gramaticky přechodník vyjadřuje číslo, čas, slovesný rod, vid a jmenný rod. Proto se při časování uvádějí jen tři kategorie (např. -a/-ouc/-ouce), které postupně označují jednotné číslo mužského rodu (on jsa), jednotné číslo rodu ženského a středního (ona/ono jsouc) a množné číslo bez ohledu na rod (oni/ony/ona jsouce).
Přechodníky se dělí na:
- Přechodník předčasný (minulý) – vyjadřuje děj předcházející před dějem přísudku (…svolavše své plémě vzdali…). Vytváří se od sloves dokonavých, koncovky se řídí podle příčestí minulého (od koncovek -l/-la/-lo).
  1. Je-li před -l/-la/-lo samohláska (pověsil/la/lo), tvoří se koncovkami -v, -vši, -vše (pověsiv, pověsivši, pověsivše).
  2. Je-li před -l/-la/-lo souhláska (upekl/la/lo), je přechodník v mužském rodě často s nulovou koncovkou a v ostatních rodech má koncovky -ši, -še (upekØ, upekši, upekše).
- Přechodník současný (přítomný) – vyjadřuje děj současný s dějem přísudku (…přicházejíce slyší…). Tvoří se od sloves nedokonavých, koncovky se řídí podle zakončení 3. osoby množného čísla (od koncovek -ou/-í).
  1. Je-li sloveso zakončeno na -ou (nesou), tvoří se koncovkami -a, -ouc, -ouce (nesa, nesouc, nesouce).
  2. Je-li sloveso zakončeno na -í (běží, dělají), tvoří se koncovkami -e, -íc, -íce (běže, běžíc, běžíce; dělaje, dělajíc, dělajíce).
- Přechodník přítomný dokonavý (budoucí) – pro vyjádření předčasnosti v budoucnosti se používá podobný tvar utvořený shodně jako přechodník současný, ale z dokonavého slovesa. Pořídí si psa, aby byla, přijdouc domů, přivítána. V češtině byl běžný v době národního obrození (v Babičce 19 % všech přechodníků), v současné češtině je dle jazykovědců silně archaický (V. Mathesius) či mrtvý (J. V. Bečka), po roce 1945 se vyskytuje jen ojediněle v satiře nebo biblických citacích.[1]
- Přechodník minulý nedokonavý – některé zdroje uvádějí ještě čtvrtou variantu, přechodník minulý odvozený od sloves nedokonavých. Znamenal by pak současnost (a snad i předčasnost) dějů v minulosti. Pokuřovavši cigaretu, psala dopis. (tj. pokuřovala a zároveň psala dopis). Tento druh přechodníků však v češtině nikdy nebyl běžný, většina zdrojů se o něm hovoří maximálně jako o nesprávné nebo v češtině nikdy neužívané variantě. Navíc může být nahrazen běžnějším přechodníkem současným (nebo předčasným).
- Přechodníky nepravidelné – předchozí pravidla neplatí pro slovesa nepravidelná (to jsou ta, která se odlišují od vzorů 5 slovesných tříd): být (přítomný: jsa, jsouc, jsouce; minulý: byv, byvši, byvše), chtít (přítomný: chtě/chtěje, chtíc/chtějíc, chtíce/chtějíce; minulý: chtěv, chtěvši, chtěvše), jíst (přítomný: jeda, jedouc, jedouce; minulý: najed, najedši, najedše) a vědět (přítomný: věda, vědouc, vědouce; minulý: věděv, věděvši, věděvše). Mluvnice češtiny také řadí do této skupiny slovesa vidět (přítomný: vida, vidouc, vidouce; minulý: viděv, viděvši, viděvše), jít (přítomný: jda, jdouc, jdouce; minulý: šed, šedši, šedše) a mít (přítomný: maje, majíc, majíce; minulý: měv, měvši, měvše).

## Ustrnulé přechodníky
Některé přechodníkové tvary ustrnuly do podoby předložek a příslovcí:
vyjma, vyjmouc, vyjímajíc, vyjímaje, počínaje, chtě nechtě, chtíc nechtíc, takřka, takříkajíc, stoje, leže, kleče, sedě, vstoje, vleže, vkleče, vsedě, vstávaje, lehaje, soudě, soudíc, nehledě, nehledíc, nemluvě, vycházeje, vycházejíc, zahrnuje, zahrnujíc, nedbaje, nedbajíc, ne/počítaje, ne/počítajíc, vida

## Zpřídavnělé přechodníky
Z přechodníků se odvozují i slovesná přídavná jména (verbální adjektiva), nazývaná též zpřídavnělé přechodníky:
- ze současného přechodníku (odvozené ze sloves s videm nedokonavým) – např.: jdoucí, běžící, dělající, tisknoucí;
- z předčasného přechodníku (odvozené ze sloves s videm dokonavým) – např.: pověsivší, přišedší, přinesší.

Podobným způsobem jako zpřídavnělé přechodníky se tvoří též zpřídavnělé příčestí činné (spadl/spadlý) a trpné (udělán/udělaný). Zpřídavnělé příčestí činné má podobný nebo stejný význam jako předčasný přechodník, nelze však utvořit ke všem slovesům.
Předčasný přechodník byl do češtiny obrozenci uměle přejat na počátku 19. století z ruštiny. Do obecné češtiny nikdy výrazně nepronikl a vždy byl vnímán jako archaický nebo knižní. Do spisovné češtiny pronikl jen u dokonavých sloves. U nedokonavých sloves (měvší, pracovavší) se neujalo, třebaže obrozenci (Jirásek, Šafařík, Jungmann, Presl) je používali i tam.

## Výskyt přechodníků v českých textech
Přední odborník na přechodníky v češtině Emil Dvořák zkoumal výskyt přechodníků v českých textech od 14. století do 70. let 20. století s těmito výsledky (procenta udávají podíl přechodníků ze všech slovesných tvarů v analyzovaných textech z té doby):
| období                 | četnost |
| ---------------------- | ------- |
| do 40. let 14. století | 11,8 %  |
| do konce 14. století   | 9,5 %   |
| 15. století            | 7,5 %   |
| 16. století            | 7,9 %   |
| 17. století            | 7,1 %   |
| do r. 1781             | 3,1 %   |
| obrození               | 5,4 %   |
| do roku 1918           | 2,4 %   |
| do roku 1945           | 1,4 %   |
| do roku 1960           | 0,6 %   |
| 60. léta 20. století   | 0,38 %  |
| 70. léta 20. století   | 0,14 %  |

Vedle klesajícího užívání přechodníků je z tabulky patrné také dočasné zvýšení užívání přechodníků v období národního obrození způsobené příklonem ke vzorům humanistické češtiny.
Přechodníky se vyskytují ve slovanských a pobaltských jazycích. V angličtině se do podobné funkce ve větě často dostávají příčestí přítomná (-ing) jakožto neurčité tvary sloves. Laughing at jokes, we forgot our worries. Smějíce se vtipům, zapomněli jsme na své starosti.